# 4つの最後の歌 (ヴォーン・ウィリアムズ)
『4つの最後の歌』（よっつのさいごのうた、 英: Four Last Songs）は、レイフ・ヴォーン・ウィリアムズが1954年から1958年にかけて作曲した歌曲集。『プロクリス』、『メネラーオス』、『Tired』、『Hands, Eyes, and Heart』の4曲からなる。

## 概要
この歌曲集はメゾ・ソプラノの声域が最も適しているが、1959年に行われた初演時のプログラムには「女性の歌」である『Hands, Eyes, and Heart』以外は全てバリトンが歌ってもいいだろうと記されていた。この4曲は元々『メネラーオス』と『プロクリス』でひとまとめ、そして『Tired』と『Hands, Eyes, and Heart』でひとまとめの2つの異なる歌曲集として構想されたのではないかという意見もあるが、学者の間ではこの曲の分け方に関して議論が行われている。Renée Chérie Clarkは自身の評論「4つの最後の歌の批評的鑑定 (A Critical Appraisal of Four Last Songs)」の中で、作曲者がコーネル大学の友人に宛てた手紙を引用し、ヴォーン・ウィリアムズが実際に『Menelaus』と『Hands, Eyes, and Heart』を1組にしようとしていたのではないかと述べている。ヴォーン・ウィリアムズが1958年にこの世を去った際、両方の組が未完成のまま残されていたため、未亡人のアーシュラ・ヴォーン・ウィリアムズが1960年にこれをまとめてオックスフォード大学出版局から出版した。アーシュラは夫の晩年の伝記を執筆した他、生涯に数冊の詩集を記しているが、その彼女がこの4曲への作詞を行った。『プロクリス』と『メネラーオス』では古代のギリシャ神話とローマ神話、叙事詩に題材を求めたが、『Tired』と『Hands, Eyes, and Heart』ではある夫婦の間の愛の情景が描かれた。

## 楽曲構成

### I. プロクリス
アーシュラはピエロ・ディ・コジモ作の「プロクリスの死」などに触発され、詩『Procris』を書いた。古代の神話において、プロクリスは夫のケファルスに愛人がいるのではないかと疑い、彼が森へ狩りに入った際にこっそり後をつけた。背後から聞こえた音に驚いた彼は、振り返って弓矢で妻を射てしまう。曲は複合拍子（6/8拍子）で書かれ、多くの転調を伴う。ト長調によっているが、冒頭の2つの下降モチーフはト短調の音階の名残をより窺わせる。また、曲には多くのヘミオラリズムや半音階が使用されている。

### II. メネラーオス
ある日、ヴォーン・ウィリアムズ夫妻はトーマス・エドワード・ロレンスが訳したホメーロスの「オデュッセイア」を読み、アーシュラは何かしら詩を書かねばならないと感じるようになった。その結果出来上がった詩歌と楽曲が、曲集の第4番となった『メネラーオス』である。メネラーオスという人物はホメーロスの「イーリアス」と「オデュッセイア」の両方に登場する。メネラーオスはスパルタの王であり、その妻ヘレネーがトロイのパリスにさらわれた。兄のアガメムノーン、仲間の王オデュッセウスや他の戦士と共にメネラーオスはトロイア戦争を開始し、彼女をスパルタへと奪還することに成功した。「オデュッセイア」においては、オデュッセウスの息子のテーレマコスがメネラーオスを訪ねて戦争から戻らない彼の父に関する情報を得ようとする。ヴォーン・ウィリアムズ夫妻は、オデュッセウスが帰還のためにせねばならないこととして、メネラーオスがテーレマコスに対して説明した内容に霊感を得ている。このことは曲中で「you will come home」という歌詞で示される箇所によって明らかであり、この部分は詩と音楽の両方が繰り返される。
『メネラーオス』と『プロクリス』は両者に多くのヘミオラのリズムが用いられており、調性の中心が揺らぐという点で類似している。『Menelaus』は3拍子で書かれているが、曲中では拍子が変化する場面が多々あって3拍子と複合拍子の間を行きつ戻りつする。最初の小節には下降と上昇の3群の32分音符が現れるが、これはハープもしくはライアーの演奏を暗示して古代の物語や音楽の創作を想起させる。この音型が「you will come home」という歌詞の部分すべてと「stretch out your hand」の部分で再現され、短い繰り返しのような箇所を形成する。

### III. Tired
詩と音楽の内容から、『Tired』と『Hands, Eyes, and Heart』は曲集の中でも近い関係にある。両曲の歌詞は他者に尽くすがために滅私に至った状態を表現している。『Tired』はABAの部分に分けることができ、変ロ短調の繰り返しに属調であるヘ短調の箇所が挿入される形となっている。Aの部分では女性が恋人に「お眠りなさい。私もあなたを腕に抱いて、静かに眠るわ （Sleep, and I'll be still as another sleeper, holding you in my arms.）」と懇願する。彼女は「とうとう （at last）」愛する人の近くに横たわるだけで満足する。ヘ短調の部分では、「どんな情熱も絶望も希望も （no passion or despair or hope）」2人を引き裂くことができない「真夜中の逃げ場 （sheltering midnight）」だけが、唯一2人きりになれる場所だと語って感情が高まっていく。変ロ短調のAへと戻ると、女性は「灰になった炎、そして過ぎ去った時間 （fire fell to ashes, and the minutes passsed.）」のように恋人のことを思い出すだろうと語る。

### IV. Hands, Eyes, and Heart
この曲はハ短調で開始し、平行調の変ホ長調で終結する。歌詞は願い事集の体裁を取っている。歌い手は自分の手が「彼にありったけの愛を注ぐように （give him all the measure of my love）」、自分の両目が「真実を湛えた深い池となるように （be deep pools of truth）」、そして自分の心が「休める時も活発な時も、彼のものになるように （in his keeping, be at rest and live.）」懇願する。このように、曲の構成はAと呼び得る単純な旋律から始まり、次の願いではより入念なものとなり（A'）、さらに次ではさらに（A''）へと姿を変え、最後は変ホ長調の和音で曲を閉じる。